# 祖暅原理
祖暅原理，又名等幂等积定理，是指所有等高处横截面积相等的两个同高立体，其体积也必然相等的定理。祖暅之《綴術》有云：「緣冪勢既同，則積不容異。」
该原理最早由中国古代数学家刘徽提出。南北朝时祖冲之儿子祖暅再次提出，兩父子用这原理求出牟合方盖体积，进而算出球体积。17世纪欧洲意大利数学家卡瓦列里亦發現相同定理，所以西方文献一般称该原理为卡瓦列里原理。
在現代的解析幾何和測度應用中，祖暅原理是富比尼定理的一個特例。卡瓦列里沒有對這條的嚴謹證明，只發表在1635年的Geometria indivisibilibus以及1647年的Exercitationes Geometricae，用以證明自己的Methode der Indivisibilien。以此方式可以計算某些立體的體積，甚至超越了阿基米德和克卜勒的成績。這定理引發了以面積計算體積的方法並成了積分發展的重要一步。

## 簡單應用

### 圓柱體

圓柱體

如果垂直轉軸切開圓柱體，設r為半徑，可得到橫切面積為{\textstyle \pi r^{2}}的圓。根據祖暅原理，圓柱體積相等於底面積相等於圓面積{\textstyle \pi r^{2}}、高h的長方體，所以半徑r和高h的圓柱體積是{\displaystyle \pi r^{2}h}。

### 半球體

垂直（上）以及水平（下）切開半球體和對照立體

從其中一層以垂直表面的高h橫切半徑為r的半球體，根據勾股定理，半徑為
{\displaystyle r'={\sqrt {r^{2}-h^{2}}}}
所以橫切面積是
{\displaystyle \pi \cdot (r')^{2}=\pi \cdot (r^{2}-h^{2})}
對照立體是個有與半球體相同橫切面積和高的立體，中間有一圓錐體。高h的對照立體環形切面有內圓周h及外圓周r，其面積為
{\displaystyle \pi \cdot r^{2}-\pi \cdot h^{2}=\pi \cdot (r^{2}-h^{2})}
因此兩個立體都滿足祖暅原理並有相同體積。對照立體的體積就是圓柱體和圓錐體體積之差，所以
{\displaystyle \pi \cdot r^{2}\cdot r-{\frac {1}{3}}\cdot \pi \cdot r^{2}\cdot r={\frac {2}{3}}\pi \cdot r^{3}}
成功利用這條有名的方程計出半球體積，從而導出球體積公式。

## 微積分

兩條方程積分後的差與兩條方程式之差的積分

祖暅原理背後概念常在微積分出現。作為維度的一個例子，因此兩條方程在兩交點間的面積可用以下方程獲得：
{\displaystyle \int _{a}^{b}(f(x)-g(x))\,\mathrm {d} x=\int _{a}^{b}f(x)\,\mathrm {d} x-\int _{a}^{b}g(x)\,\mathrm {d} x}
實質上表示了函數f和g間的{\displaystyle A_{1}}面積與函數圖形{\displaystyle x\mapsto f(x)-g(x)}下的{\displaystyle A_{2}}相同，而後者的交點距離與前者相等。由於現代數學的積分和面積的互相關係，而體積可以微分計算，使祖暅原理變得更少用。